# Hotel Alfa
L'Hotel Alfa è uno storico albergo della città di Lussemburgo.

## Storia
L'albergo venne costruito nel 1930 dall'imprenditore Alfred Lefèvre (1866-1958) secondo il progetto dell'architetto Léon Bouvart (1883-1933).
Alla fine del 1944 vi soggiornarono, tra gli altri, i generali Patton, Bradley e Eisenhower.

## Descrizione
L'edificio, situato nel quartiere di Gare, presenta un'architettura Art déco.

## Galleria d'immagini

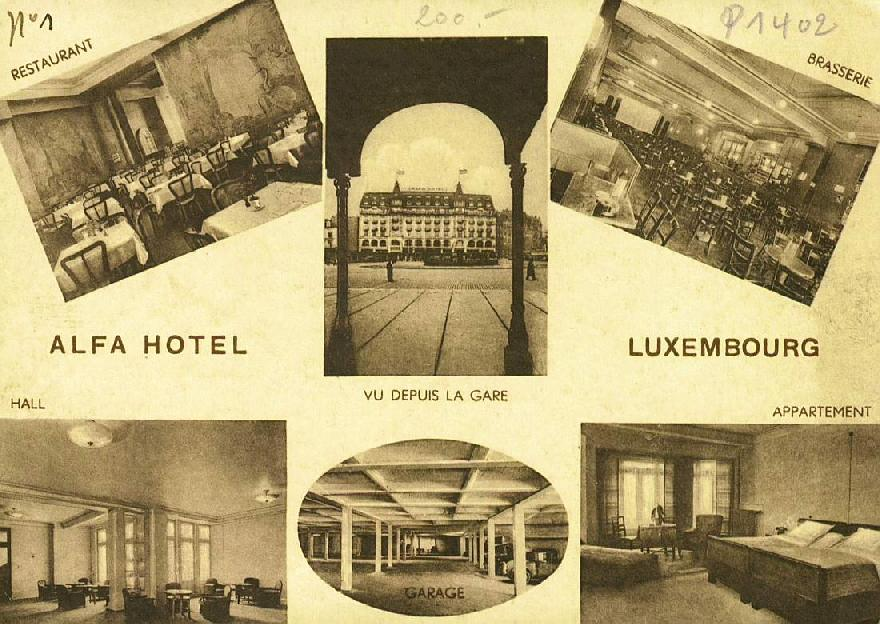
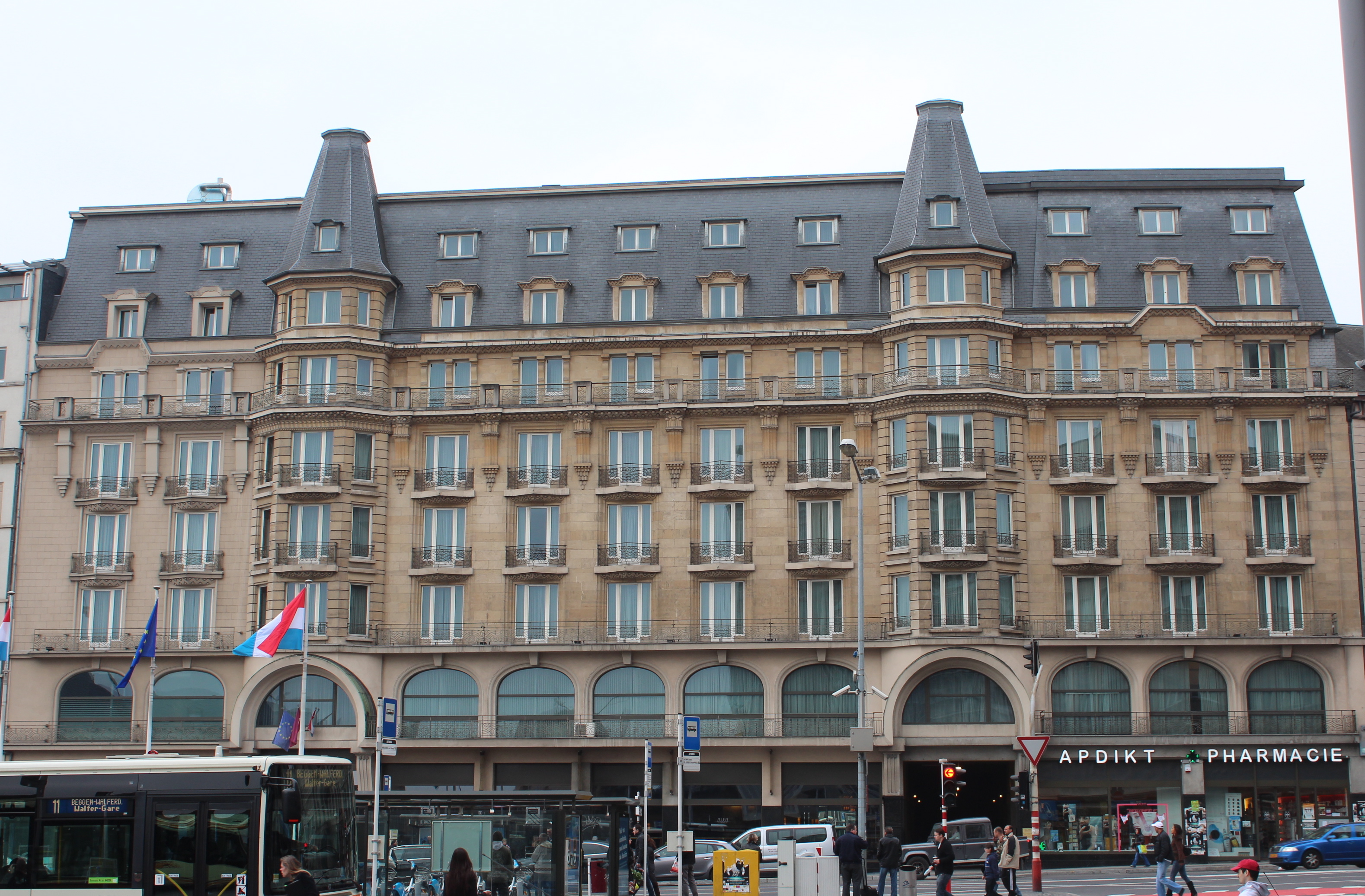
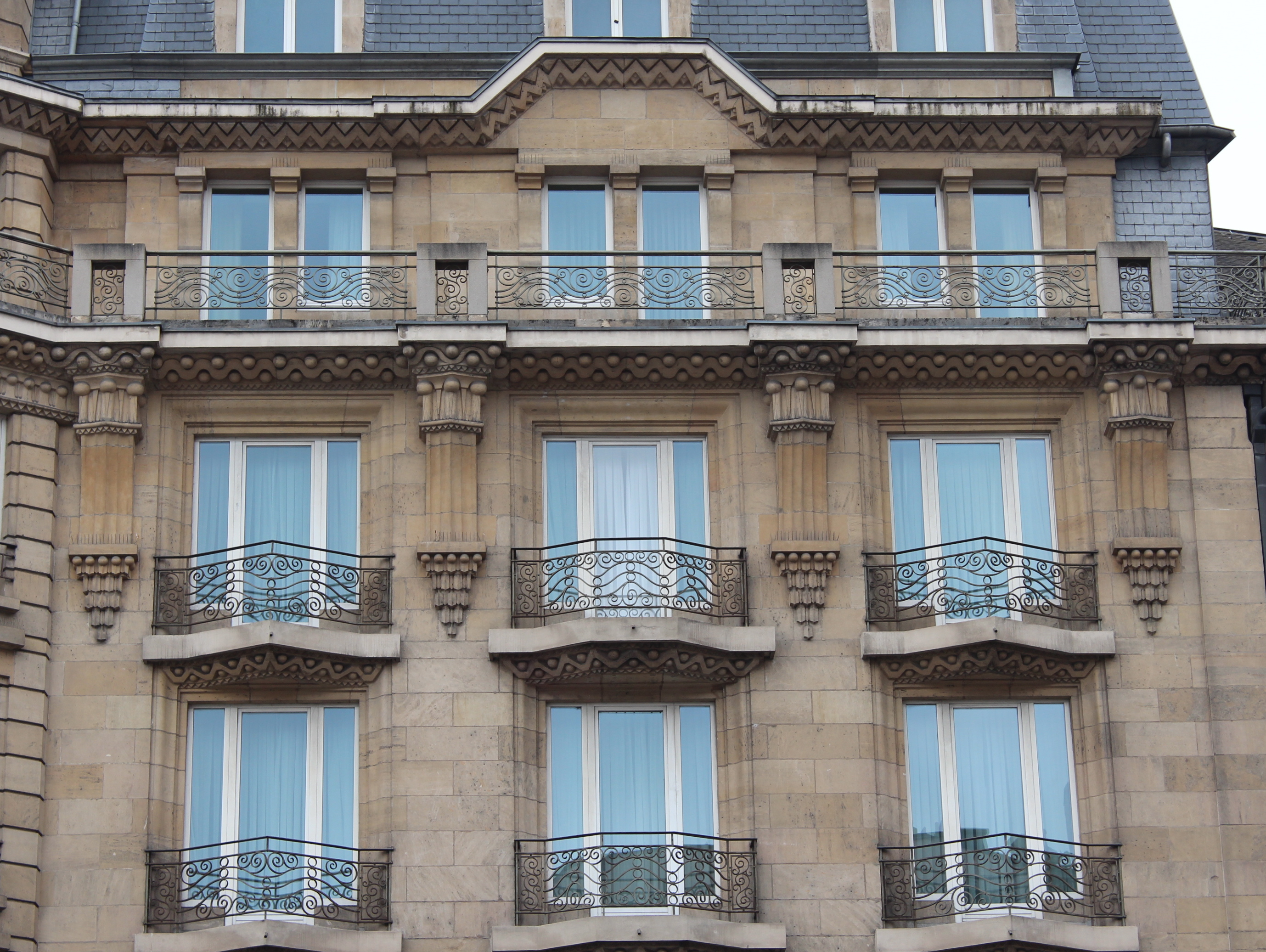